# 올하 타라투타

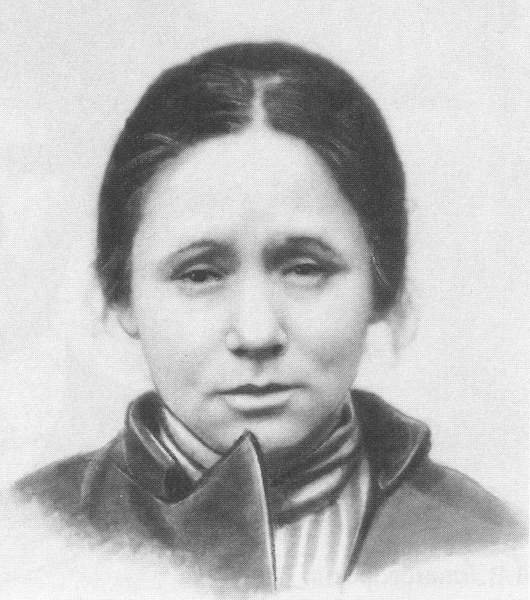

올하 일리우나 타라투타(우크라이나어: Ольга Іллівна Таратута, 러시아어: О́льга Ильи́нична Тарату́та 올가 일리니치나 타라투타[*], 1874년 또는 1876년 또는 1878년 1월 21일 ~ 1938년 2월 8일)는 우크라이나의 아나르코공산주의 혁명가이다. 우크라이나 아나키스트 흑십자사 설립자이다.

## 생애

### 어린 시절
러시아 제국 타브리다현 멜리토폴구 아가이마니면 제1노보드미트롭카(Новодмитровка Первая)의 유대인 가정에서 태어났다. 본명은 엘카 일리우나 루빈스카(우크라이나어: Елька Іллівна Рувінська, 러시아어: Элька Ильинична Рувинская)이다. 부친은 작은 상점을 운영했다. 타라투타는 학업을 마친 뒤 교사로 근무하였다.
타라투타는 1895년 '정치적 혐의'로 체포되었다. 1897년 그는 예카테리노슬라프(Екатеринослав)의 사회민주주의 그룹에 가입했다.:69 타라투타는 남러시아 노동자동맹원이었으며, 1898년에서 1901년 사이에는 러시아 사회민주노동당 옐리사베트그라드(Елисаветград) 위원회에 소속되었다. 1901년 독일을 거쳐 스위스로 갔고, 이 시기 당보 《불꽃(Искра)》지 간행작업에 참여하면서 게오르기 플레하노프와 블라디미르 레닌을 만났다.

### 아나키스트 활동
1903년 스위스에서 타라투타는 아나키스트로 전향했다. 1904년 오데사로 귀국한 그는 폴란드인 얀 바츠와프 마하이스키(폴란드어: Jan Wacław Machajski)의 노선을 따르는 무정부주의자들의 조직인 '비타협단(Непримиримых)'에 가입했다.:105-106 타라투타는 1904년 4월 체포되었으나 증거불충분으로 몇 개월 뒤 석방되었다. 석방된 타라투타는 오데사 아나르코공산주의 노동자집단에 가입했고, 러시아 제국에서 가장 선두적인 아나키스트라는 명성을 얻게 되었다.
타라투타는 1905년 10월 다시 체포되었으나 같은 해 발생한 러시아 제1혁명의 여파로 인한 사면령으로 풀려났다. 그는 남러시아 무정부공산주의집단의 전투적 정파에 들어갔다. 이들은 부르주아 기관 및 의원들에 대한 "동기 없는 테러"를 방법론으로 사용했다. 타라투타는 1905년 12월 오데사의 리브만 저택에서 발생한 폭탄테러에 관여되었고, 징역 17년형을 선고받았다.:67-69
1906년 12월 타라투타는 탈옥하여 제네바로 도주했다. 거기서 《반역자(Бунтарь)》지를 편집했다.:69 1907년 말, 타라투타는 오데사로 돌아가 오데사 군관구 사령관 알렉산드르 카울바르스(Александр Каульбарс) 기병대장과 오데사 시장 이반 톨마초프(Иван Толмачёв) 중장에 대한 행위선전 계획을 도왔으며, 오데사 재판소 폭파에 관여했다.
타라투타는 1908년 카테리노슬라우에서 체포되어 징역 21년형을 선고받았다.:69 1917년 3월 2월 혁명이 일어나면서 감옥에서 나왔다.:124 1918년 5월, 타라투타는 정파에 무관하게 모든 정치수감자들을 돕는 조직인 정치적십자사에 합류했다.:207

### 자유지구 활동
출감 이후 혁명정국에서 타라투타는 아나키즘 운동과 거리를 두고 있었지만, 볼셰비키가 아나키스트들을 박해하기 시작하자 타라투타는 1920년 6월 《노동자의 목소리(Голос Труда)》지 간행과 마흐노우슈치나(우크라이나 자유지구)의 아나키스트 그룹 나바트(Набат)에 가맹했다.:207 네스토르 마흐노의 혁명반역군이 볼셰비키와 휴전을 맺은 1920년 9월, 타라투타는 우크라이나로 돌아갔다. 마흐노파에서는 타라투타에게 500만 소비에트 루블을 주었다. 타라투타는 그 자금으로 하르키우에서 박해당하는 무정부주의자들을 돕기 위한 아나키스트 흑십자사를 설립했다.
1920년 11월, 볼셰비키는 우크라이나에서 마흐노파 무정부주의자들을 숙청했고, 타라투타도 그 통에 체포되었다.:222 볼셰비키는 흑십자사도 문을 닫았다. 타라투타는 1921년 1월 모스크바로, 1921년 4월 오를로프로 이감되었다. 그 다음 달 타라투타는 무정부주의 신념을 포기하고 자아비판할 것을 조건으로 석방을 제안받았다. 타라투타는 그것을 거부하고 감옥의 다른 무정부주의자들과 함께 11일간 단식투쟁을 벌였다. 1922년 3월 벨리키우스튜크로 추방되어 거기서 2년을 보냈다.
1924년 석방된 뒤 타라투타는 키예프로 갔다. 그해 중순 그는 무정부주의 선전물을 인쇄했다는 혐의로 또다시 체포되었으나 곧 석방되었다. 그해 말에는 모스크바로 옮겼다. 1927년 미국에서 사코와 반제티 사건이 일어나자 타라투타도 그들을 구명하기 위한 국제운동에 연대했다.:568 1928년에서 1929년 사이에 타라투타는 감옥에 수감중인 무정부주의자들을 지원하기 위한 국제조직을 만들기 위해 각지에 서한을 써 보냈다.:567-568 1929년 오데사로 다시 거처를 옮겼고, 철도노동자들을 무정부주의자로 조직화하려 했다가 체포되어 징역 2년형을 선고받았다.

### 말년
타라투타는 석방된 뒤 모스크바로 돌아가 정치범추방자결사에 가입했다. 이 단체는 옛 혁명가들에게 돌아갈 연금을 얻어내려 했으나 성공하지 못했다. 타라투타는 1933년 다시 체포되어 감옥에 갔지만 이 때는 왜 체포되었는지 그 상황이 알려진 바가 거의 없다.
타라투타는 대숙청 와중인 1937년 11월 27일 마지막으로 체포되었다. 1938년 2월 8일 사형이 선고되었고, 당일 집행되어 총살형으로 사망하였다.